# Arquebisbat de Sant Sebastià de Rio de Janeiro
L'arquebisbat de Rio de Janeiro, oficialment  Arquebisbat de Sant Sebastià de Rio de Janeiro (portuguès: Arquidiocese de São Sebastião do Rio de Janeiro; llatí: Archidioecesis Sancti Sebastiani Fluminis Ianuarii) és una seu metropolitana de l'Església catòlica al Brasil que pertany a la Regió eclesiàstica Leste 1. El 2014 tenia 3.870.000 batejats sobre 6.033.000 habitants. Actualment està regida per l'arquebisbe cardenal Orani João Tempesta, O.Cist.

## Territori
L'arxidiòcesi comprèn la ciutat de Rio de Janeiro, on es troba la catedral de Sant Sebastià. Al territori, a més, hi ha quatre basíliques menors: la Immaculada Concepció, Nostra Senyora de Lorda, Santa Teresa de l'Infant Jesús i el Cor Immaculat de Maria; i dos santuaris arxidiocesans: el santuari de Nostra Senyora de la Gràcia de la Medalla Miraculosa i el santuari del Crist Redemptor del Corcovado.
El territori s'estén sobre 1.261 km², i està agrupat en 265 parròquies, agrupades en 7 vicariats: urbà, suburbà, nord, est, sud, Jacarepaguá i Leopoldina.

### Província eclesiàstica
La província eclesiàstica de Rio de Janeiro, instituïda el 1892, comprèn les següents diòcesis sufragànies:
- bisbat de Barra do Piraí-Volta Redonda
- bisbat de Duque de Caxias
- bisbat de Itaguaí
- bisbat de Nova Iguaçu
- bisbat de Valença

## Història
La prelatura territorial de São Sebastião do Rio de Janeiro va ser erigida el 19 de juliol de 1575 amb la butlla In supereminenti militantis Ecclesiae del Papa Gregori XIII, amb territori desmembrat de la diòcesi de San Salvador de Bahia (avui arxidiòcesi). Originalment era sufragània del Patriarcat de Lisboa.
El 16 de novembre de 1676 la prelatura territorial va ser elevada a diòcesi amb la butlla Romani Pontificis del Papa Innocenci XI, i va esdevenir part de la província eclesiàstica de l'arxidiòcesi de Sant Salvador.
El 6 de desembre de 1745 va cedir part del seu territori per a la creació de la prelatura territorial de Cuiabá (avui arxidiòcesi) i Goiás (avui diòcesi) i de les diòcesis de Mariana i de San Paolo (ambdues avui arxidiòcesis).
El 7 de maig de 1848 va donar una altra porció de territori per a la creació de la diòcesi de Porto Alegre (avui arxidiòcesi).
Il 27 d'abril de 1892 cedí una porció addicional del territori per a la creació de la diòcesi de Niterói (ara arxidiòcesi) i contextualment va ser elevada al rang d'arxidiòcesi metropolitana amb la butlla Ad universas orbis Ecclesias del Papa Lleó XIII.
El 1905 l'arquebisbe Joaquim Arcoverde de Albuquerque Cavalcanti va esdevenir el primer cardenal brasiler.
El 15 d'agost de 1907 va cedir encara una part del territori per tal que s'erigís l'abadia territorial de Nossa Senhora do Monserrate do Rio de Janeiro, suprimida 6 de maig de 2003 i s'integrada de nou en el territori de la mateixa arxidiòcesi de Rio de Janeiro.

## Cronologia episcopal

Escut de la diòcesi

- Bartolomeu Simões Pereira † (11 de maig de 1577 - 1591 renuncià)
- João da Costa † (1603 - 1606 mort)
- Bartholomeu Lagarto † (1606 - 1606 mort)
- Mateus da Costa Aborim † (24 de gener de 1606 - 1629 mort)
- Máximo de São João Pereira, O.S.B. † (13 de juliol de 1629 - 1629 mort)
- Pedro Homem Albernaz † (24 de gener de 1630 - 1631 renuncià)
- Lourenço de Mendonça † (22 de juliol de 1631 - 1637 renuncià)
- Pedro Homem Albernaz † (1639 - 1643 mort) (per segon cop)
- Antônio de Marins Loureiro † (8 d'octubre de 1643 - 1657 mort)
- Manoel de Souza e Almada † (12 de desembre de 1658 - 1673 mort)
- Manuel Pessoa de Figueiredo † (15 de febrer de 1673 - 28 d'agost de 1673 mort)
  - Manuel Pereira, O.P. † (16 de novembre de 1676 - 1680) (bisbe electe)
- José de Barros Alarcão † (19 d'agost de 1680 - 6 d'abril de 1700)
- Francisco de São Jerõnimo de Andrade, C.R.S.J.E. † (8 d'agost de 1701 - 7 de març de 1721 mort)
- Antônio de Guadalupe, O.F.M. † (21 de febrer de 1725 - 31 d'agost de 1740 mort)
- João da Cruz Salgado de Castilho, O.C.D. † (19 de desembre de 1740 - 4 de desembre de 1745 renuncià)
- Antônio de Nossa Senhora do Desterro Malheiro, O.S.B. † (15 de desembre de 1745 - 5 de desembre de 1773 mort)
- José Joaquim Justiniano Mascarenhas Castello Branco † (20 de desembre de 1773 - 28 de gener de 1805 mort)
- José Caetano da Silva Coutinho † (26 d'agost de 1806 - 27 de gener de 1833 mort)
- Manoel de Monte Rodrigues de Araújo † (23 de desembre de 1839 - 11 de juny de 1863 mort)
- Pedro Maria de Lacerda † (24 de setembre de 1868 - 12 de novembre de 1890 mort)
- José Pereira da Silva Barros † (25 de juny de 1891 - 1 de setembre de 1893 renuncià)
- João Fernando Santiago Esberard (Esberrard) † (12 de setembre de 1893 - 22 de gener de 1897 mort)
- Joaquim Arcoverde de Albuquerque Cavalcanti † (24 d'agost de 1897 - 18 d'abril de 1930 mort)
- Sebastião Leme da Silveira Cintra † (18 d'abril de 1930 - 17 d'octubre de 1942 mort)
- Jaime de Barros Câmara † (3 de juliol de 1943 - 18 de febrer de 1971 mort)
- Eugênio de Araújo Sales † (13 de març de 1971 - 25 de juliol de 2001 jubilat)
- Eusébio Oscar Scheid, S.C.I. (25 de juliol de 2001 - 27 de febrer de 2009 jubilat)
- Orani João Tempesta, O.Cist., des del 27 de febrer de 2009

## Estadístiques
A finals del 2014, la diòcesi tenia 3.870.000 batejats sobre una població de 6.033.000 persones, equivalent al 64,1% del total.
| any  | població  | població  | població | sacerdots | sacerdots       | sacerdots       | sacerdots             | diàques | religiosos | religiosos | parroquies |
| ---- | --------- | --------- | -------- | --------- | --------------- | --------------- | --------------------- | ------- | ---------- | ---------- | ---------- |
| any  | batejats  | total     | %        | total     | clergat secular | clergat regular | batejats por sacerdot | diàques | homes      | dones      |            |
| 1950 | 1.400.000 | 2.000.000 | 70,0     | 536       | 250             | 286             | 2.611                 |         | 414        | 2.205      | 105        |
| 1962 | 2.800.000 | 3.500.000 | 80,0     | 669       | 264             | 405             | 4.185                 |         | 523        | 2.453      | 138        |
| 1970 | 3.400.122 | 4.651.669 | 73,1     | 646       | 237             | 409             | 5.263                 |         | 519        | 2.950      | 194        |
| 1976 | 3.684.200 | 4.251.918 | 86,6     | 832       | 271             | 561             | 4.428                 | 1       | 665        | 2.467      | 198        |
| 1980 | 4.790.219 | 5.443.431 | 88,0     | 640       | 255             | 385             | 7.484                 | 3       | 554        | 1.999      | 208        |
| 1990 | 4.945.000 | 6.097.000 | 81,1     | 582       | 252             | 330             | 8.496                 | 10      | 426        | 1.991      | 226        |
| 1999 | 4.491.000 | 5.677.000 | 79,1     | 575       | 277             | 298             | 7.810                 | 33      | 365        | 1.634      | 238        |
| 2000 | 3.880.074 | 5.598.953 | 69,3     | 563       | 285             | 278             | 6.891                 | 33      | 384        | 1.260      | 240        |
| 2001 | 3.880.012 | 5.598.863 | 69,3     | 559       | 274             | 285             | 6.940                 | 35      | 371        | 1.299      | 241        |
| 2002 | 4.041.954 | 5.857.904 | 69,0     | 613       | 298             | 315             | 6.593                 | 33      | 411        | 1.228      | 242        |
| 2003 | 4.059.527 | 5.857.904 | 69,3     | 582       | 318             | 264             | 6.975                 | 34      | 361        | 1.214      | 242        |
| 2004 | 3.556.095 | 5.857.895 | 60,7     | 592       | 314             | 278             | 6.006                 | 42      | 384        | 1.117      | 246        |
| 2010 | 3.737.000 | 6.158.000 | 60,7     | 602       | 323             | 279             | 6.207                 | 124     | 390        | 654        | 252        |
| 2014 | 3.870.000 | 6.033.000 | 64,1     | 579       | 334             | 245             | 6.683                 | 168     | 334        | 1.024      | 265        |

## Imatges

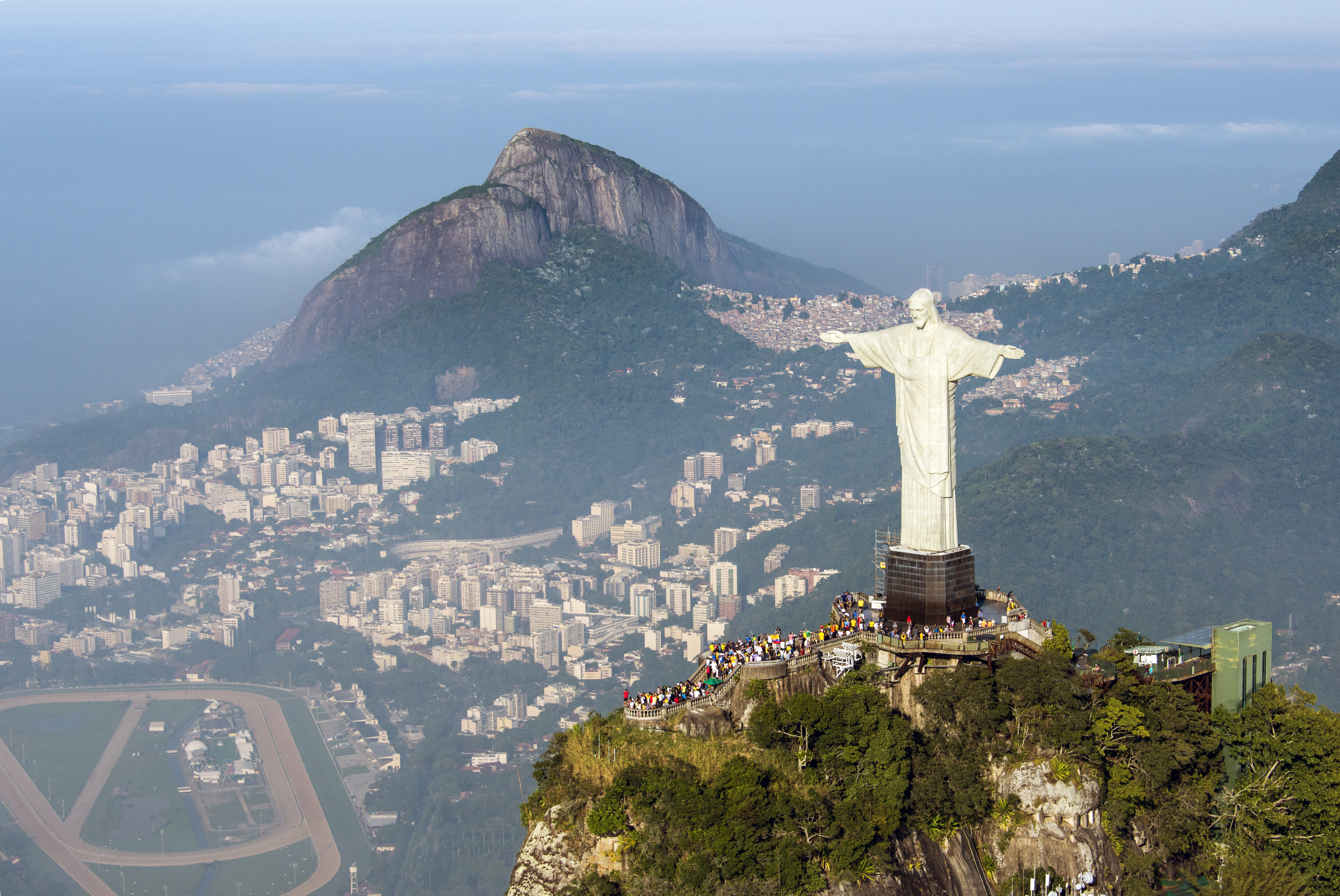
L'estatua del Crist Redemptor del Corcovado que presideix la ciutat de Rio de Janeiro.
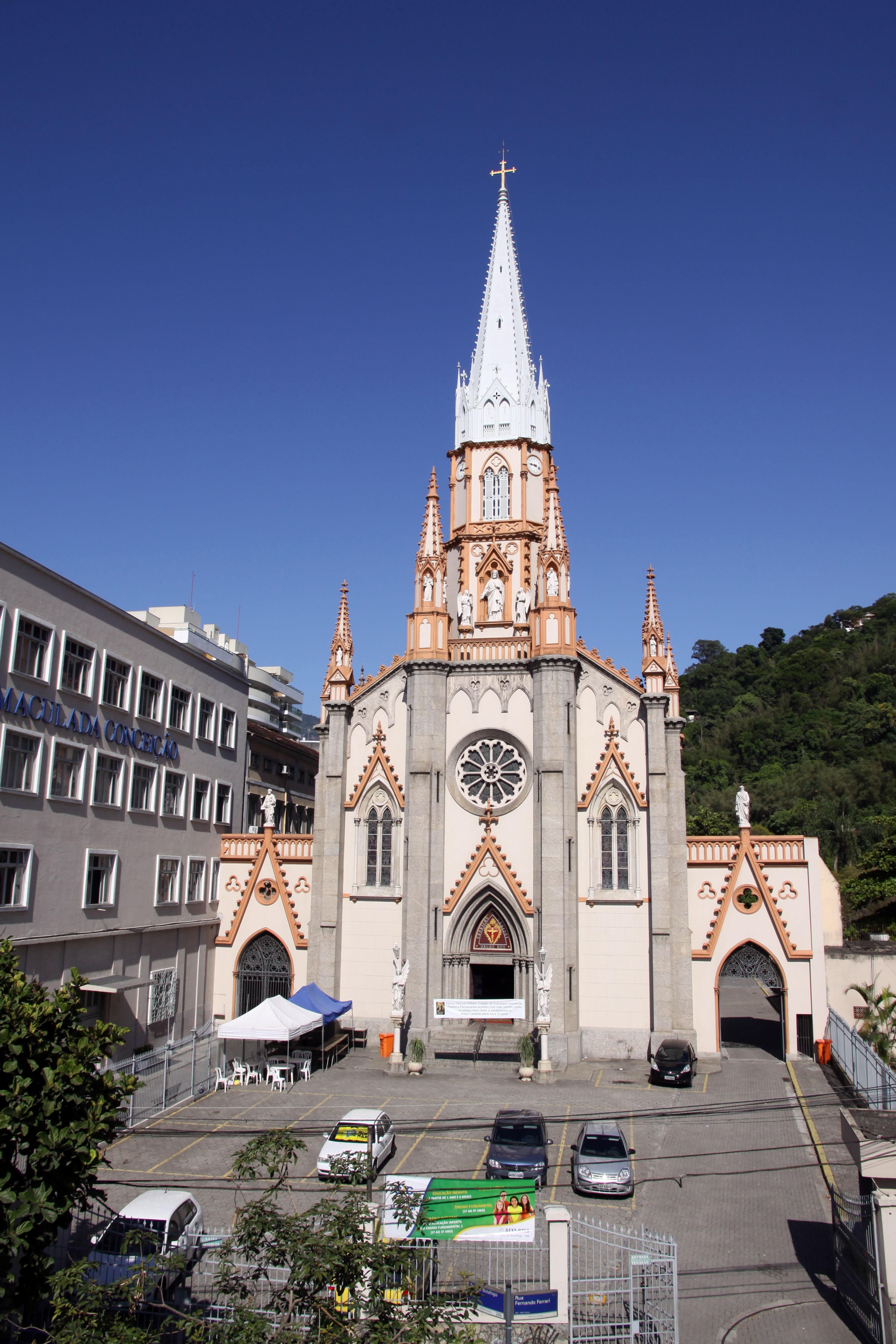
La basílica de la Immaculada Concepció
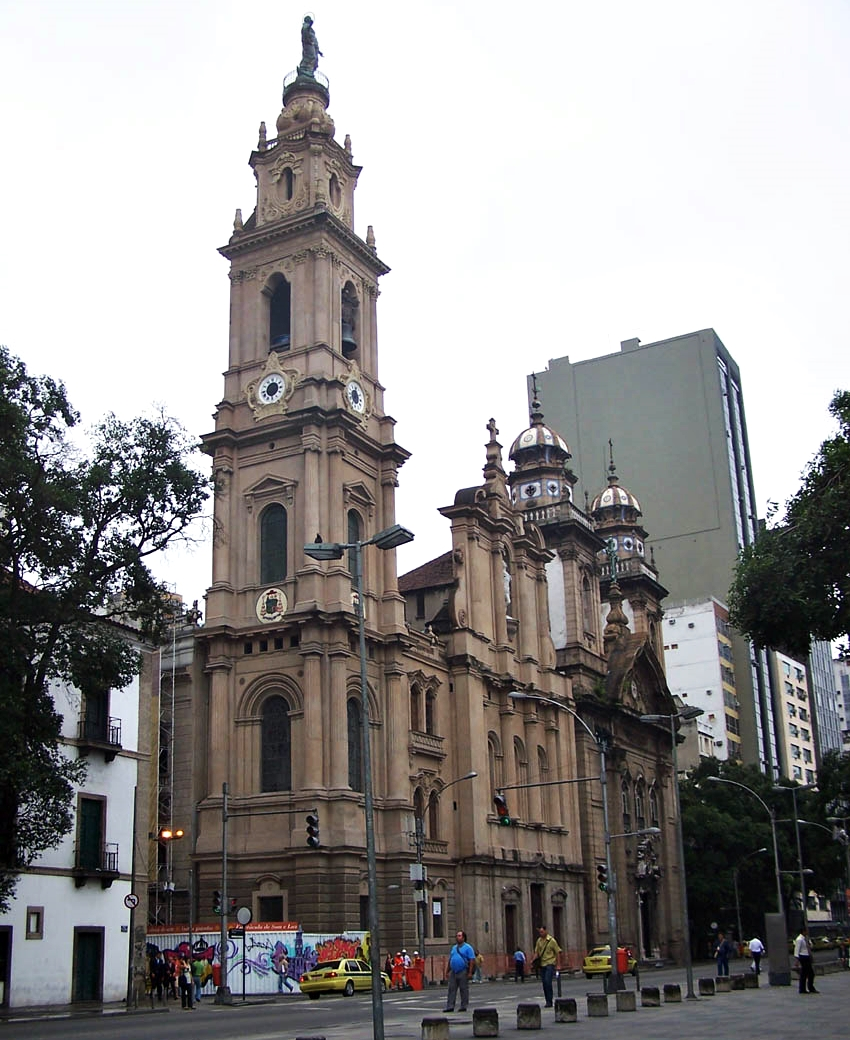
L'església de Nostra Senyora del Mont Carmel, antiga catedral de Rio